# Božanov
Božanov (německy Barzdorf) je obec v okrese Náchod v Královéhradeckém kraji. Součástí obce je i osada Studená Voda. Žije zde 389 obyvatel.

## Geografická poloha
Obec se rozkládá podél Božanovského potoka pod Broumovskými stěnami, na samé hranici s Polskou republikou - státní hranice odděluje katastr Božanova od území gminy Radków v kladském okrese v Dolnoslezském vojvodství. Dominantou obce a okolní krajiny je strmý vrch Koruna (772 metrů) v Broumovských stěnách, který poskytuje rozhled na část Broumovské kotliny, polskou Hejšovinu (Szczeliniec) a Bor (Skalniak) a za dobrého počasí i na Jeseníky. Při nejzápadnějším úseku hranice katastru Božanova se nachází hora Božanovský Špičák (781 metrů) s četnými skalními útvary ve vrcholových partiích.

## Historie

### Založení vsi a benediktinské panství
Pravěké osídlení lokality dokládá nález kamenné sekerky v blízké vesnici. Z konce 13. století v listinném falzu byl uveden latinský název flumen Bosanow pro Božanovský potok. Předpokládá se, že roce 1253 vysadil lokátor Berthold emfyteutickým právem ves tzv. lánového typu, která v pramenech ze 14. a 15. století nesla označení Berthelsdorf podle svého zakladatele. V průběhu 17. století je uváděn název Banzdorf a počínaje 18. stoletím Barzdorf, současný Božanov. Ves je doložena „in originali“ až listinou z 15. března 1256, mocí které udělil opat Martin jmenovanému Bertoldovi právo osídlit zdejší lokalitu „sivam Policensem circa Bosanow et circa Stenawam“. V první polovině 19. století patřila obec mezi početně největší poddanské vesnice broumovského panství.

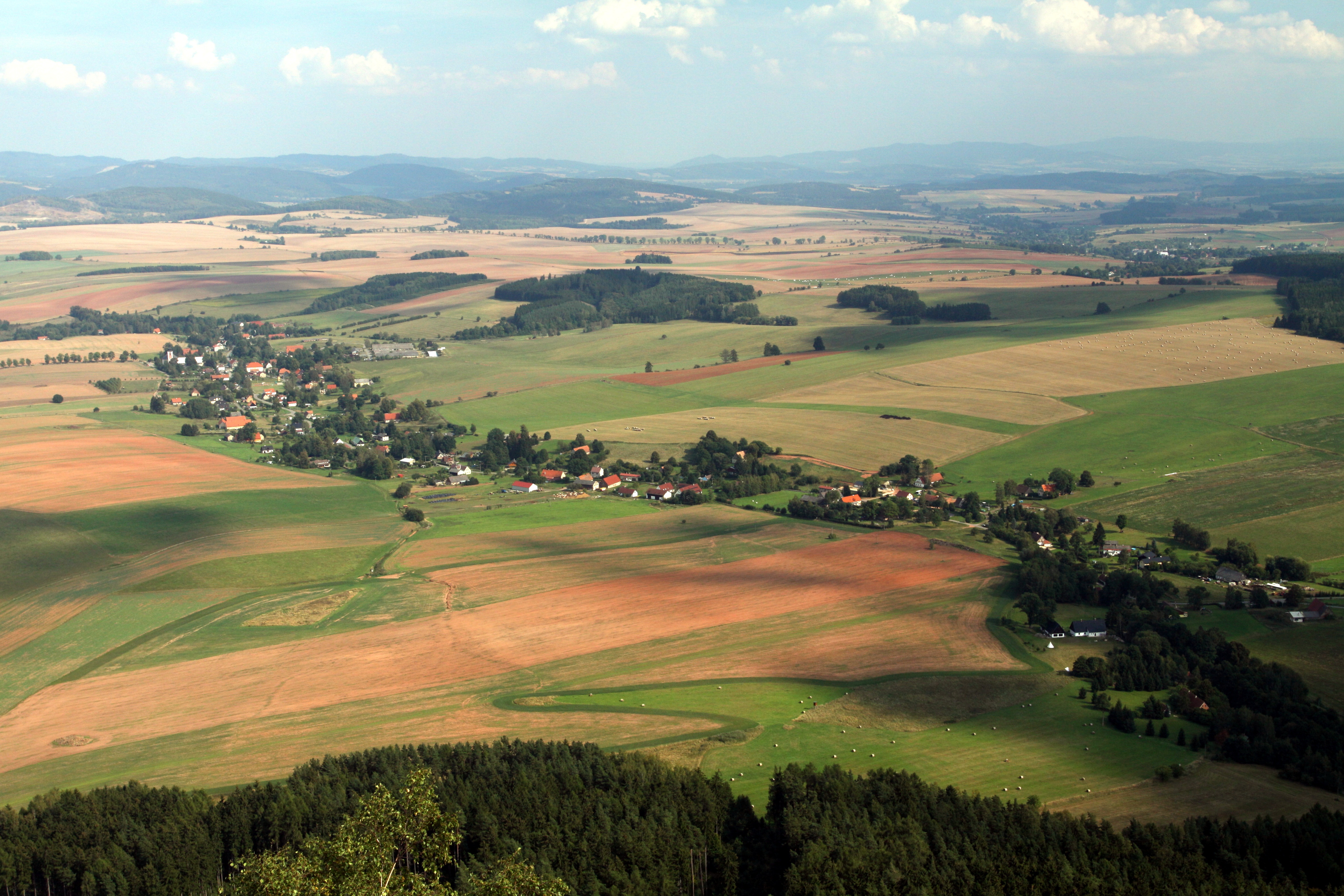
Pohled na obec Božanov z vyhlídky Koruna v NPR Broumovské stěny

Benediktini, kteří zde zavedli poměrně prosperující zemědělské a lesní hospodářství. Podle klášterního urbáře z roku 1406 byla poddanská ves Božanov sestavena z 27 lánů, když jeden lán obsahoval 80 korců (cca 23 hektarů) výměry. V tzv. Hesseliově urbáři broumovského kláštera z roku 1677 lze nalézt kolorovaný pohled na zdejší ves a záznam o založení panské myslivny, zajišťující těžbu dřeva z okolních lesů. Tehdy stávalo v Božanově 51 selských statků v dědičném držení, čtrnáct domů s polem a tři mlýny, přičemž v čp. 1 se nacházela tzv. šolcovna (rychta). Až do počátku 17. století zde existovala benediktinská fara, v průběhu třicetileté války byla místní farnost zrušena a Božanov byl přifařen k sousednímu kostelu v Martínkovicích. V roce 1743 zde byl vystavěn filiální kostel sv. Magdalény a v roce 1790 zde byla nově zřízena dřevěná školní budova. V roce 1784 byla v sousedství založena osada Studená (Kaltwasser), která byla původně samostatnou správní jednotkou. V roce 1833 vykazoval Božanov 272 domů a 1 660 obyvatel, o desetiletí později v roce 1843 evidoval stejný počet domů, ale 1724 obyvatel. Navíc tehdy ještě samostatná osada Studená evidovala k roku 1833 třináct domů a 93 obyvatel a k roku 1843 třináct domů a 104 obyvatel. Tím patřila zdejší lokalita nejen mezi početně největší poddanské vesnice broumovského panství (druhá v pořadí za nedalekým Šonovem), ale ze statistického hlediska předčila i některá sídla v kategorii měst (např. Českou Skalici) nebo byla na jejich úrovni (např. Nové Město nad Metují). Obyvatelstvo bylo převážně (cca 95 %) německé národnosti.

### Období samosprávy
Počínaje rokem 1850 se Božanov stal samostatnou obcí s vlastním samosprávným úřadem, do jehož kompetence patřila i územní správa sousední osady Studená. Jinak prosperující obec si zároveň udržela zemědělský ráz i po zrušení poddanství v roce 1849. Nástupem průmyslu ve druhé polovině 19. století ale došlo k pozvolnému odlivu místní populace do nově se tvořících sousedních průmyslových aglomerací Broumova a Meziměstí i do vzdáleného zámoří (Chile). Obec Božanov (spolu s osadou Studená) podle soudobých úředních statistik dlouhodobě stagnovala, přesto se život v obci nadále rozvíjel běžným tempem. V roce 1875 zde byla postavena nová škola – kamenná budova, roku 1898 zde byla zřízena malá továrna na výrobu zemědělských strojů (fa. Cölestin Ringel), v následujících letech (do roku 1938) bylo v Božanově evidováno celkem 38 drobných živností. Na přelomu let 1913 a 1914 byla do obce zavedena elektřina a v letech 1921–1922 byl zřízen obecní vodovod. Dále se v obci nacházely poštovní úřad, pobočka celnice a oddíl finanční stráže, spořitelna a záložna (Reifeisenka), chudobinec a školka. Působily zde spolky místních hasičů, válečných veteránů, myslivců, cvičenců a řada dalších odborových sdružení.

### Vývoj od druhé světové války
V říjnu 1938 byl Božanov spolu s celým Broumovskem zabrán Německou říší. V květnu 1945 byl znovu navrácen pod správu Československé republiky a dle rozhodnutí vítězných mocností došlo k organizovanému odsunu místního německého obyvatelstva a ke konfiskaci jeho majetku. Obec byla nově osídlena českými přistěhovalci z vnitrozemí. Byla zde ustavena místní správní komise, v roce 1946 místní národní výbor. Zemědělskou činnost původního klášterního statku převzal státní statek Broumov, který zde zřídil výrobní jednotku. Počet obyvatel i domů se ale opět snížil. Po komunálních volbách 24. listopadu 1990 zanikl místní národní výbor a byl zde opět zřízen obecní úřad.

## Přírodní poměry
Pískovcová ložiska Božanov leží na jihovýchodní plocha Broumovských stěny a okrajových částech polické křídové pánve z Turonského věku. Božanovský pískovec to světle bělošedé až rezavě hnědé středně až hrubě zrnité křemenné a kvádrové pískovce. Zpracování probíhá v Teplicích nad Metují. Tento přírodní kámen byl používán v mnoha historických budovách v České republice.

## Obyvatelstvo
| Rok            | 1869  | 1880  | 1890  | 1900  | 1910  | 1921  | 1930  | 1950 | 1961 | 1970 | 1980 | 1991 | 2001 | 2011 | 2021 |
| -------------- | ----- | ----- | ----- | ----- | ----- | ----- | ----- | ---- | ---- | ---- | ---- | ---- | ---- | ---- | ---- |
| Počet obyvatel | 1 855 | 1 757 | 1 662 | 1 440 | 1 340 | 1 282 | 1 176 | 599  | 553  | 453  | 347  | 309  | 332  | 340  | 332  |
| Počet domů     | 309   | 317   | 314   | 306   | 310   | 292   | 305   | 243  | 142  | 118  | 105  | 132  | 151  | 114  | 165  |

## Obecní správa

### Části obce
- Božanov
- Studená Voda

### Obecní symboly
Znak a vlajka byly obci uděleny rozhodnutím předsedy Poslanecké sněmovny Parlamentu České republiky dne 9. prosince 2002.

## Osobnosti

### Významní rodáci

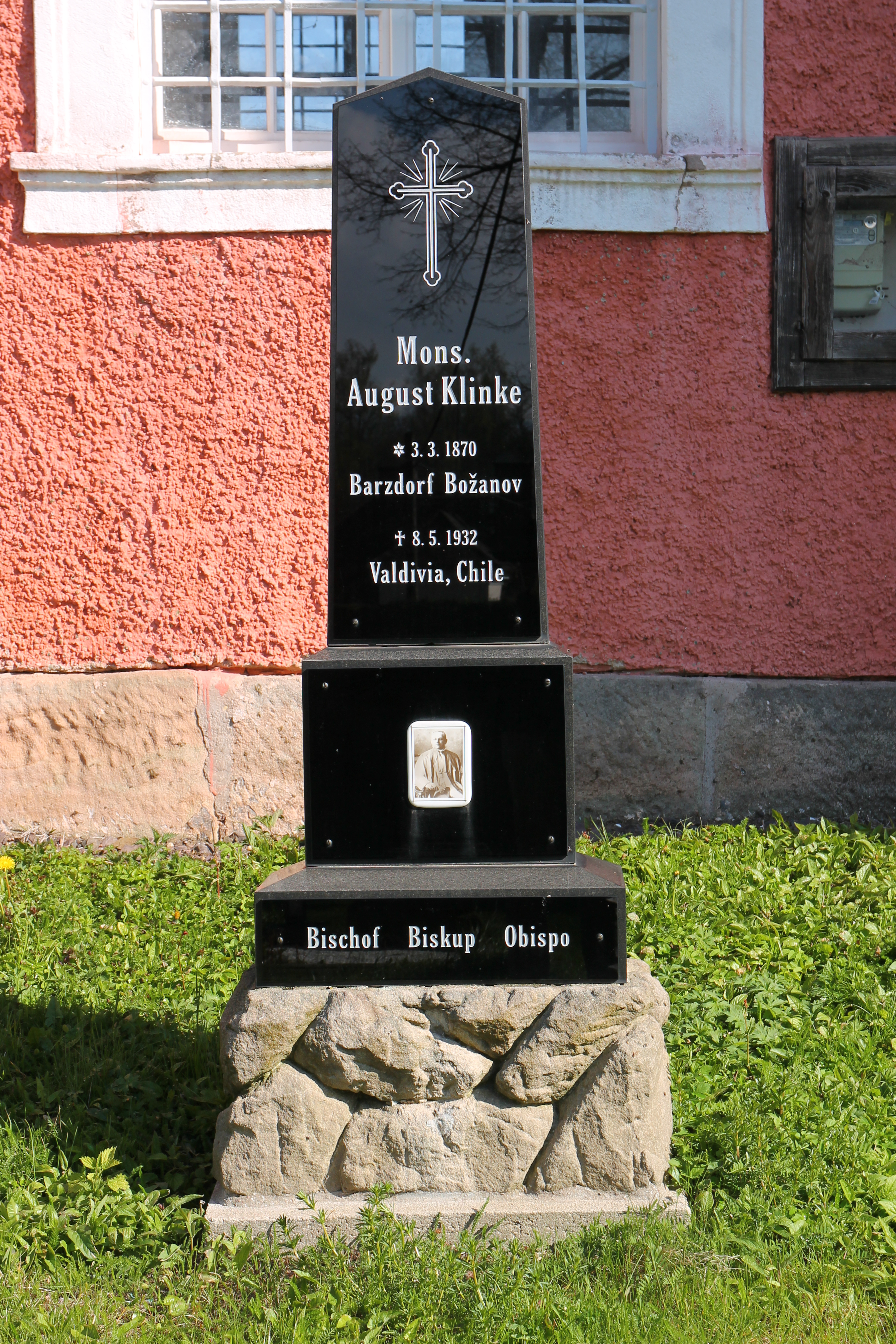
Symbolický hrob Augusta Klinkeho v Božanově

- August Klinke (1870–1932), narozen v Božanově, jako dítě s rodiči emigroval do Chile, kde se stal biskupem ve Valdivii

## Pamětihodnosti
- Kostel sv. Máři Magdalény postavený v letech 1735–1740 (architekt Kilián Ignác Dientzenhofer), hřbitovní gotická brána ze 16. století, kamenné plastiky a kříže[12]
- Socha Panny Marie Immaculaty[13]
- Zemědělský dvůr a výklenková kaplička v horní části obce
- Mariánská studánka s poutní kaplí P. Marie (z roku 1890) a Křížovou cestou
- Statky tzv. broumovského typu
- Jižně od vesnice se na úbočí Broumovských stěn dochovaly terénní pozůstatky hradu ze třináctého století, označovaného jako hrad u Božanova.[14]

## Galerie

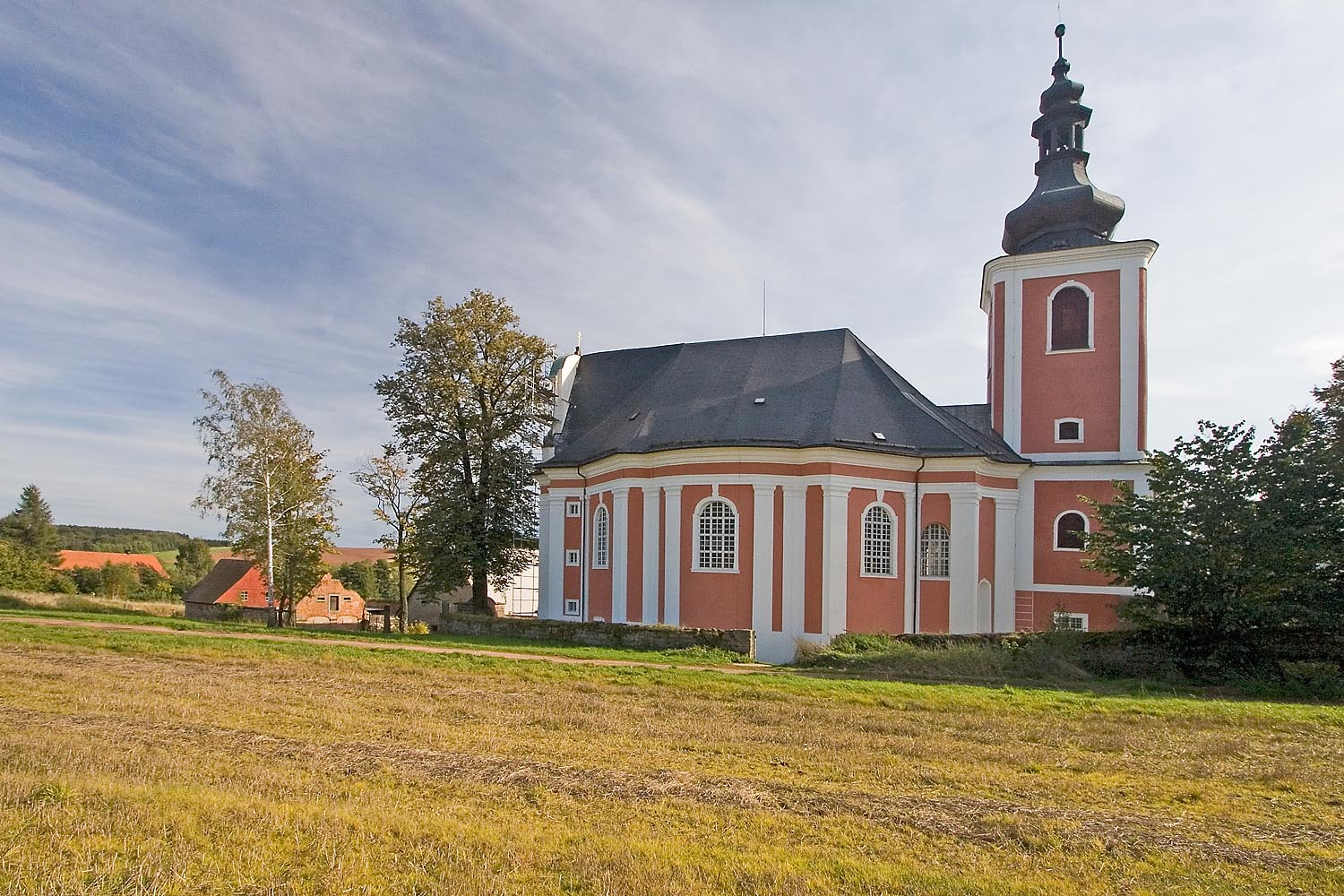
Barokní kostel svaté Máří Magdaleny
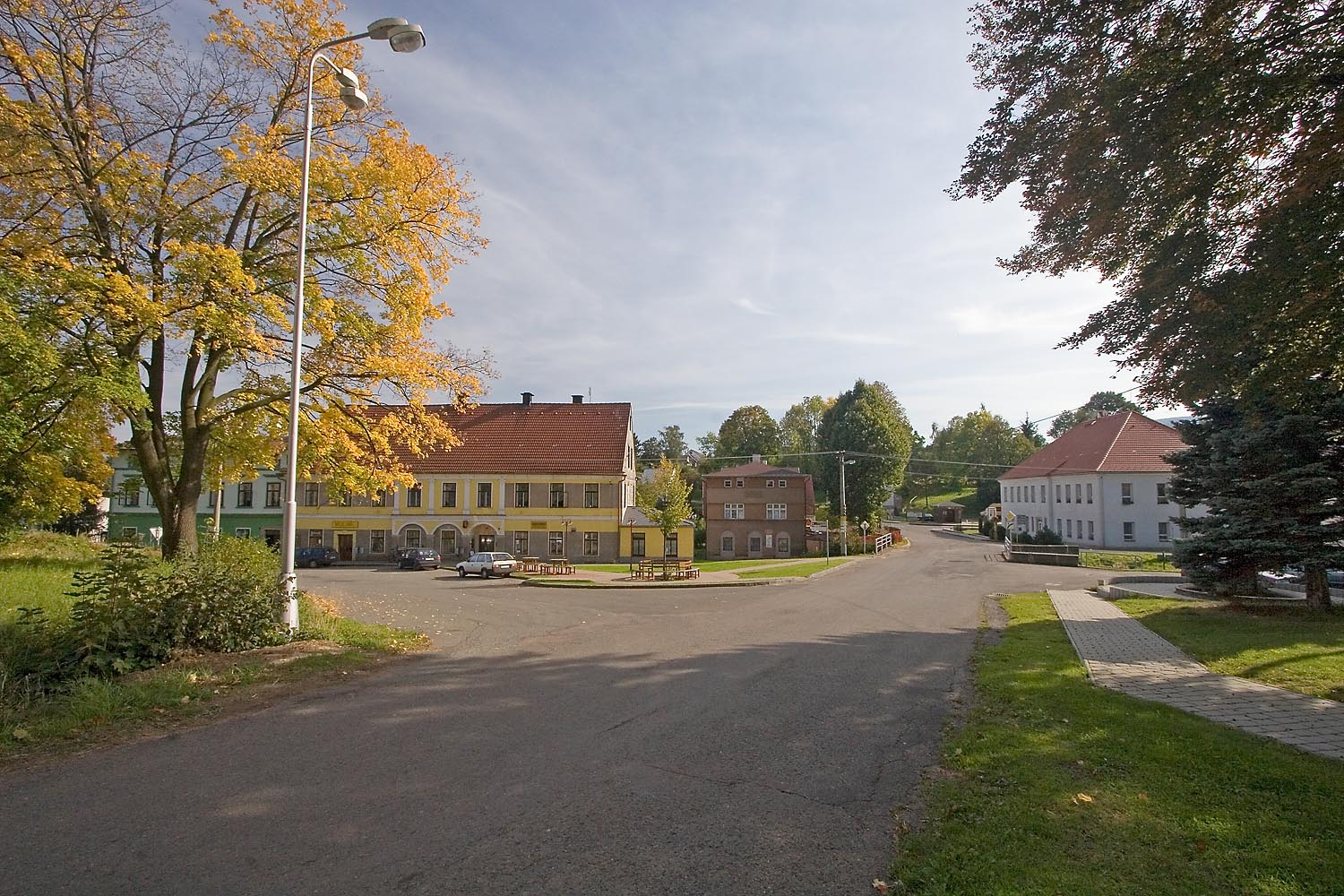
Křižovatka pod kostelem v Božanově
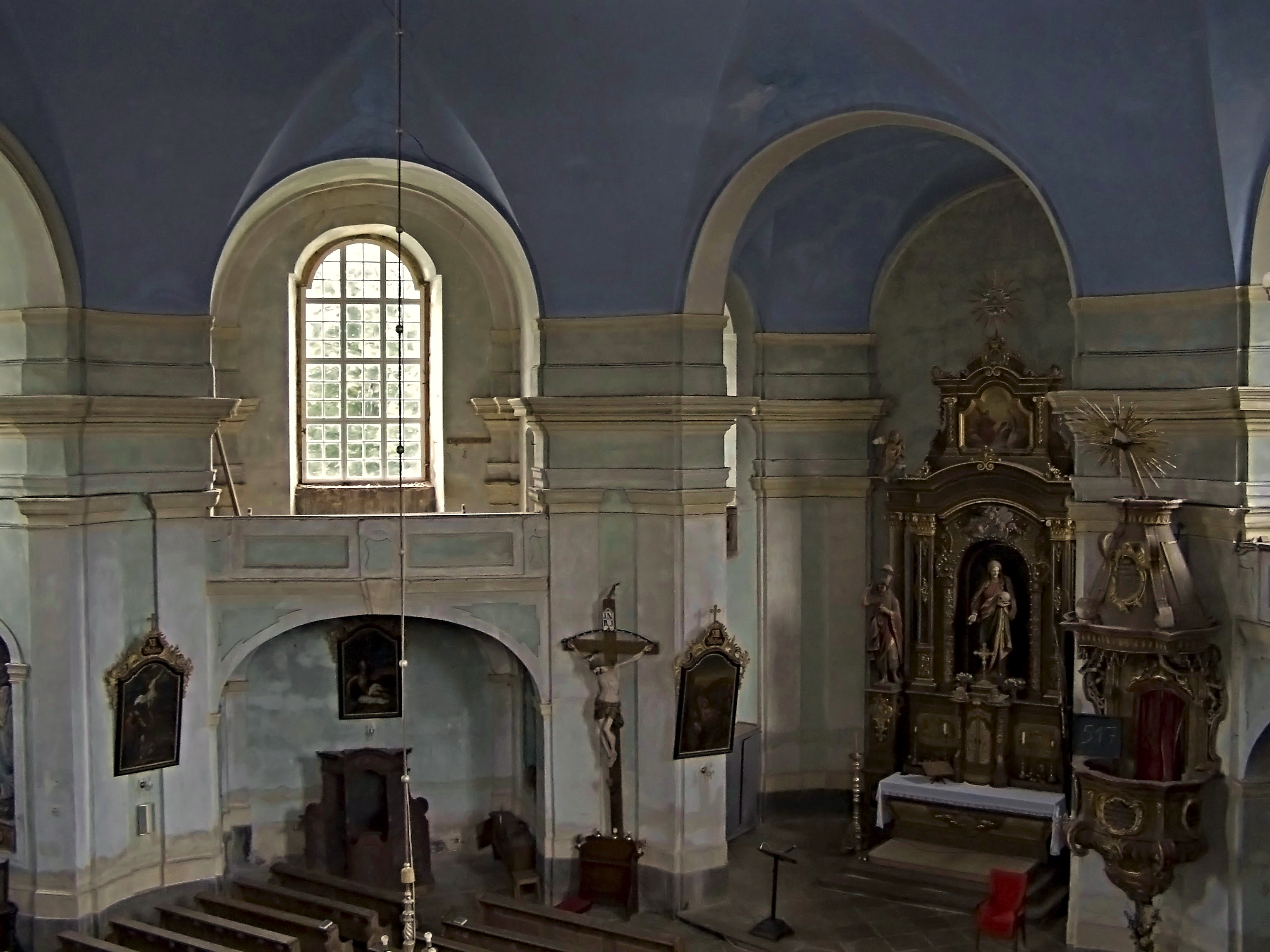
Interiér kostela svaté Máří Magdalény
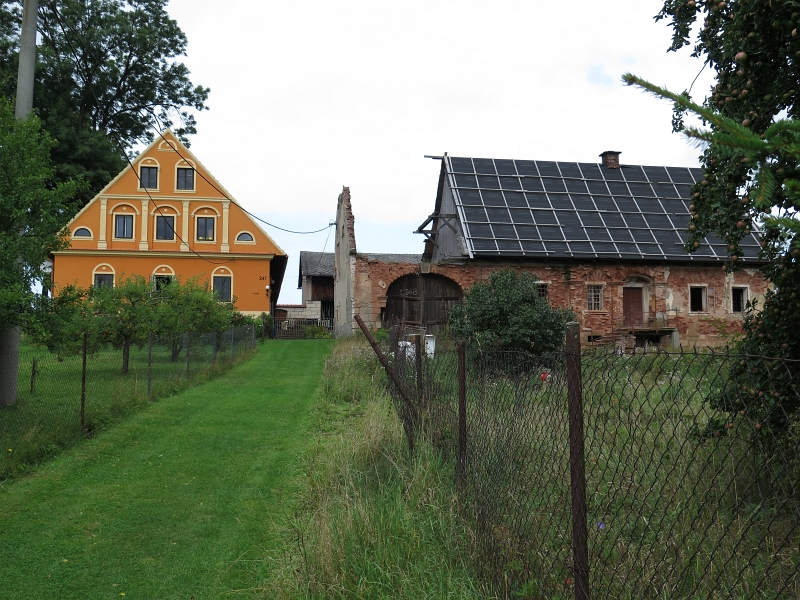
Jedna z usedlostí v obci
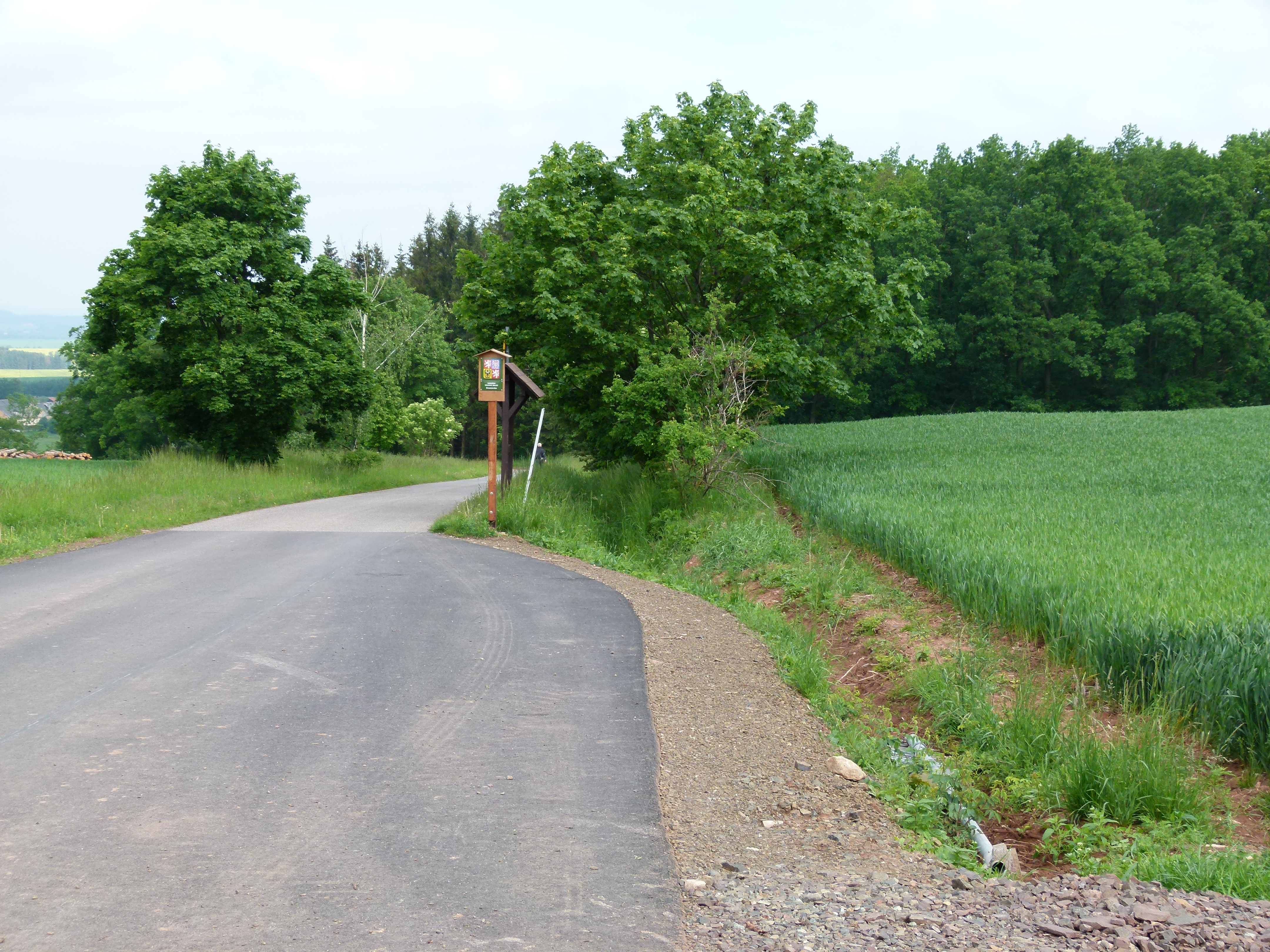
Hraniční přechod Božanov - Radków